# 國立宜蘭高級商業職業學校
國立宜蘭高級商業職業學校，簡稱宜蘭高商、宜商，是一所位於臺灣宜蘭縣宜蘭市的學校。地址位於宜蘭縣宜蘭市延平路50號。

## 歷任校長
| 任別 | 姓名   | 任期                 | 備註                                  |  |
| ---- | ------ | -------------------- | ------------------------------------- |  |
| 1    | 甘阿炎 | 1952年－1953年       | 宜蘭縣議會議長兼任校長                |  |
| 2    | 黃樹雲 | 1953年－1967年       | 縣府改派                              |  |
| 3    | 顧大榮 | 1967年－1971年       | 任內病逝                              |  |
| 4    | 王雲霖 | 1971年－1983年       | 省派                                  |  |
| 5    | 張宗林 | 1983年－1989年       |                                       |  |
| 6    | 曾元晃 | 1989年－1993年       |                                       |  |
| 7    | 吳昇齊 | 1993年－2002年       |                                       |  |
| 8    | 楊瑞明 | 2002年2－2008年7月   |                                       |  |
| 代理 | 江志清 | 2008年8月－2009年7月 |                                       |  |
| 9    | 戴正雄 | 2009年8月－2013年7月 |                                       |  |
| 10   | 黃進雄 | 2013年8月－2021年7月 | 新北高工教務主任                      |  |
| 11   | 洪重賢 | 2021年8月－2025年7月 | 國立蘇澳海事校長6年(104.8.1-110.7.31) |  |

## 校訓
2012年舉行全國首次校訓選拔，結果為「希望、智慧、勇氣」獲得高票。

## 行政與教學
宜蘭高商擁有多種不同類別的科系，如綜合高中科、資料處理科、國際貿易科、應用英語科、多媒體設計科、商用資訊科，108學年度起將成立資訊科（工業類電機電子群）110學年成立應用日語科等。
其中綜合高中科、資料處理科、國際貿易科班數大多維持在4班左右，應用英語科、多媒體設計科、商用資訊科、資訊科、應用日語科各為一班，資料處理科107學年度起已減為3班，國際貿易科110學年度起將減為2班。
於107年1月18日,與日本東京都立千歲丘高校締結為姊妹校.

## 社團

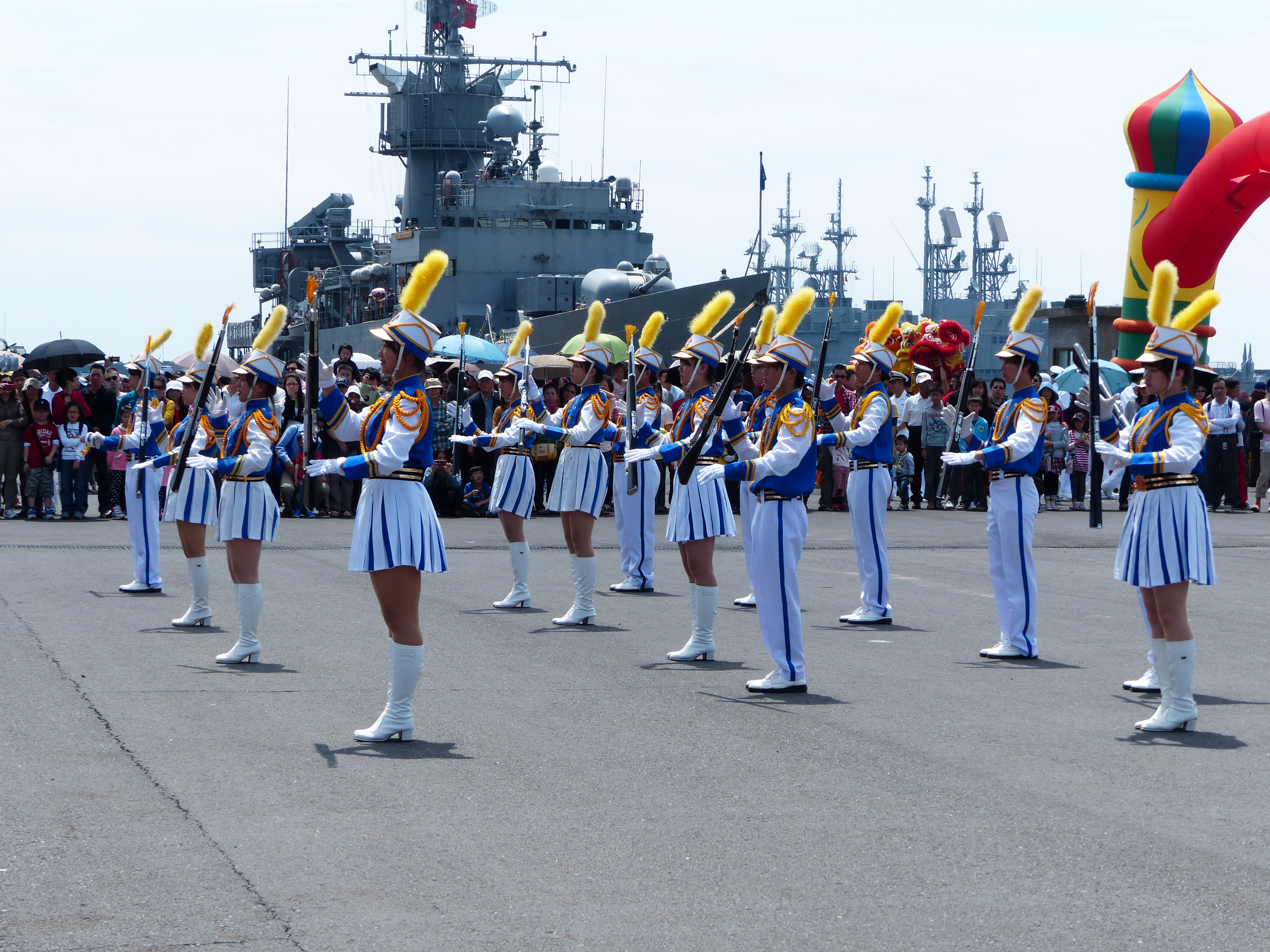
2013年海軍蘇澳軍港營區開放活動，表演中的宜蘭高商儀隊。

宜蘭高商擁有接近五十個社團，每年接受學校的資助與社團評鑑。社團活動在校內十分活耀，並在縣內與他校結盟或外聘表演，例如宜蘭高商儀隊、話劇社公演、國樂社全國比賽、管樂社全國比賽、童軍大露營...等。
校內熱門社團有：戲劇社、國樂社、管樂社、童軍社、儀隊、吉他社、魔術社、資訊研習社、流行音樂社、舞獅社、美姿美儀社、漫畫社、康輔社、法輪功、宜商青年社、熱舞社（街舞）、桌球社、羽球社、大眾傳播社、電影欣賞社、籃球社、旎彩創作社（動漫社）、日文社、數位學習社、硬體裝修社、排球社、歌仔戲社、紅絲帶社、辯論社、全民國防、劍道社等40餘個。
合唱團於2008年解散，春暉社於2008年改名為紅絲帶社。

## 進修學校
進修學校又稱為夜校，在高級中等學校法規定，凡是進修學校若鼓勵社會人士、中輟生就學，可獲得教育部補助。因為社會人士白天大部分在社會上上班，所以進修學校大部分都設於晚上開課。
目前招生科別有商業經營科和資料處理科各一班。

## 外部連結
- 國立宜蘭高級商業職業學校（页面存档备份，存于）（繁體中文）
- 宜蘭縣學生藝術作品數位典藏維基館[永久]
- 臺灣昆蟲維基館（页面存档备份，存于）